# カール・ユーナス・ルーヴェ・アルムクヴィスト

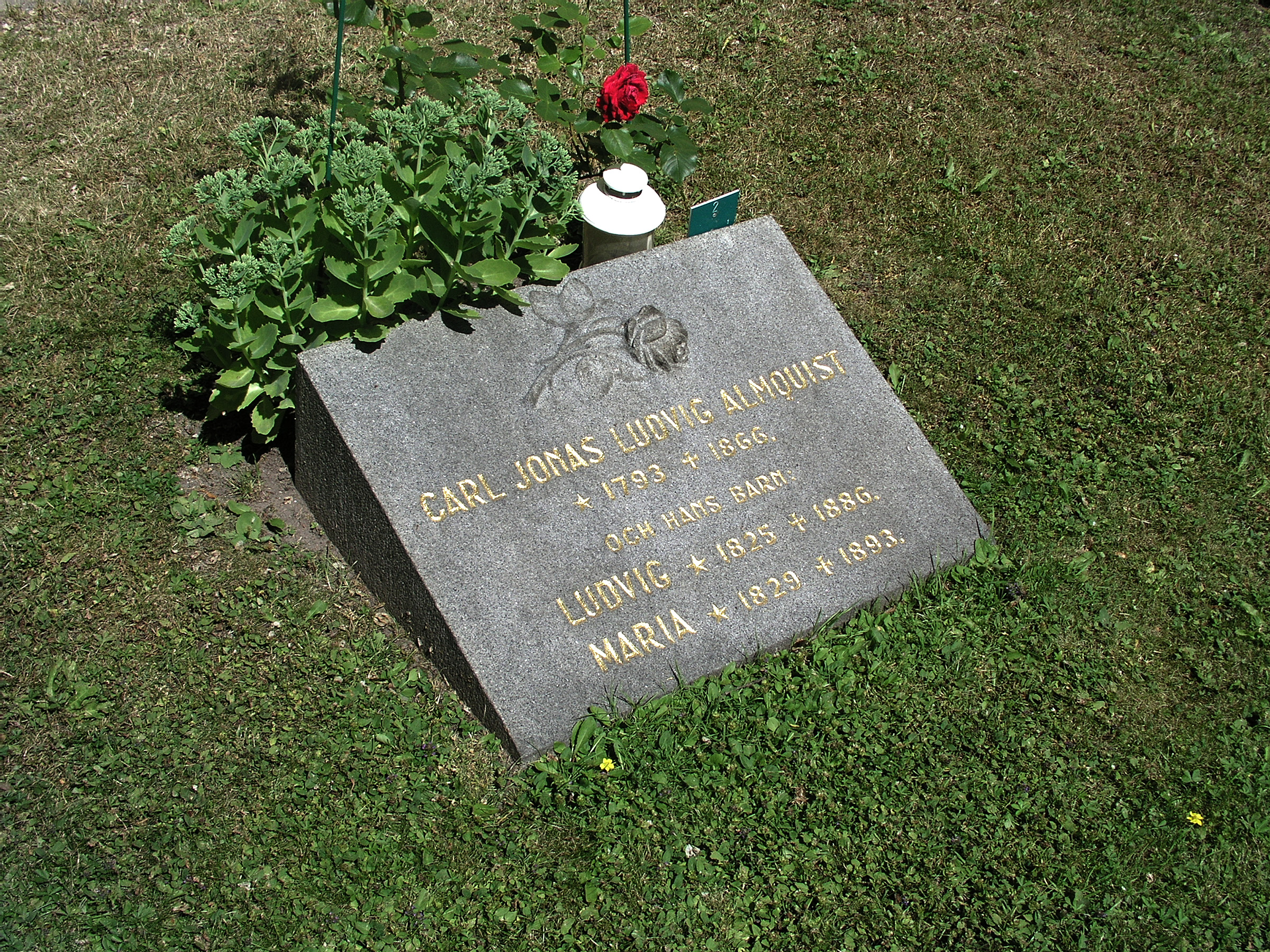
ソルナ教会にあるアルムクヴィストの墓石

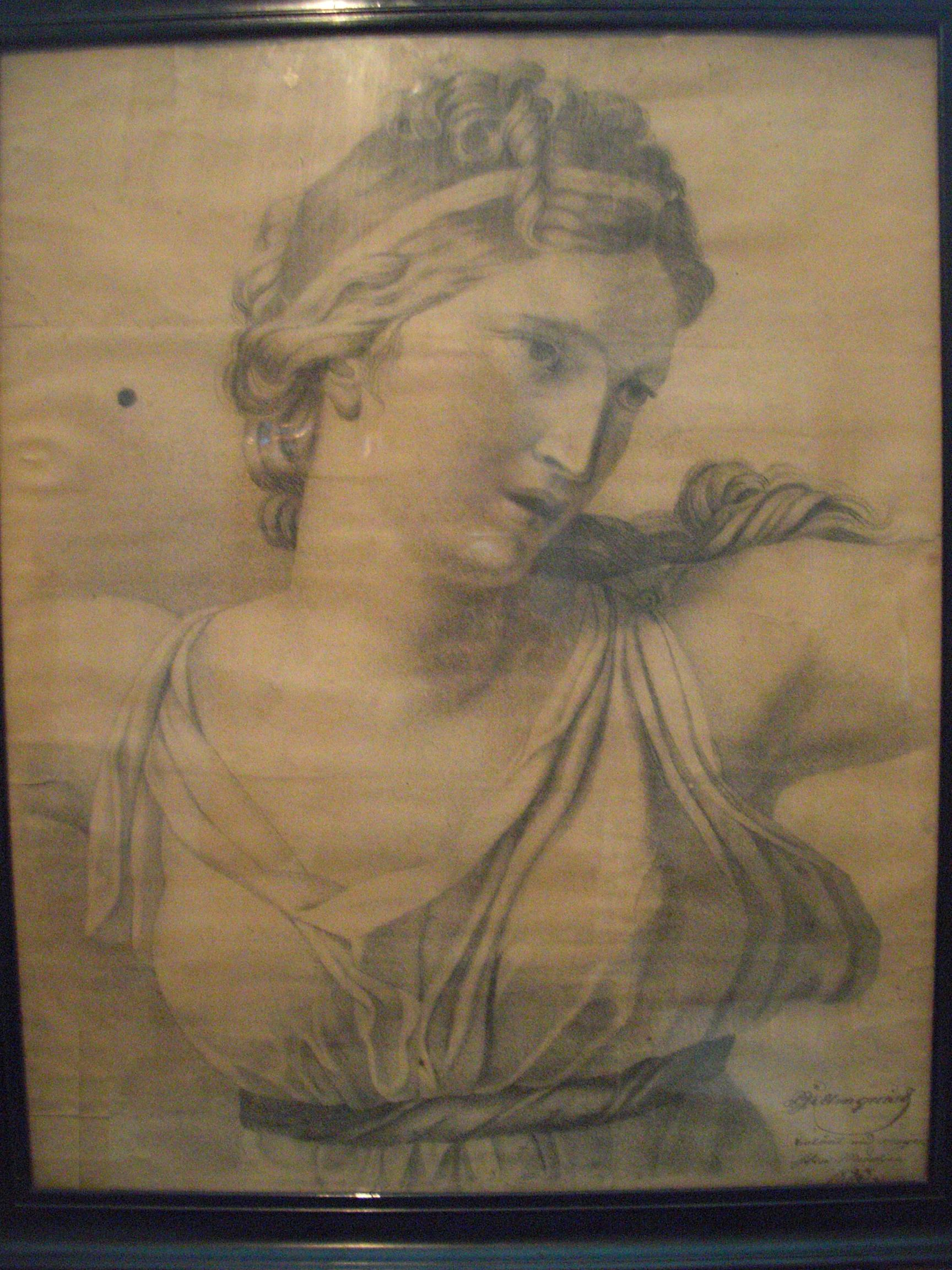
1823年にアルムクヴィストによって描かれた女性（サビニの女たちの略奪）

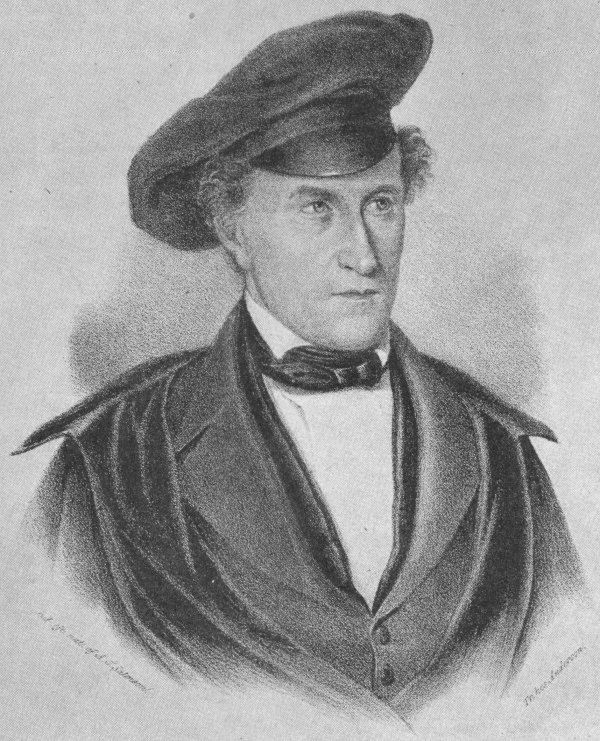
アルムクヴィスト（1843年）

カール・ユーナス・ルーヴェ・アルムクヴィスト（スウェーデン語:Carl Jonas Love（Ludvig） Almqvist、1793年11月28日 - 1866年9月26日）は、スウェーデン、ストックホルム出身の著作家、詩人、作曲家、フェミニスト、リアリスト。
文学ロマン主義の最後を飾る作家で、著作は小説、戯曲、叙事詩、抒情詩を初め、地理歴史、美学、哲学の論文や社会、政治の評論、数学や語学の教科書まで多岐にわたって出版した。

## 生涯
1793年11月28日、スウェーデンのストックホルムに軍人の父]カール・グスタフ・アルムクヴィストの元に生まれる。
1808年にウプサラ大学で学び、1815年にPh.D.（学位）を修得して卒業する。その後はストックホルムで公務員を務めた。
1822年にロマン主義的処女作『アモリーナ』著すが、公務員の仕事が長く続かず、1823年に諦め、同年秋にアルムクヴィストの友人やフランスで活躍した哲学者、政治哲学者、作家、作曲家であるジャン＝ジャック・ルソーの思想に憧れて、ヴェルムランド地方で農民の生活を経験する。自身の名前まで農民風に改めて百姓の娘と結婚し、2人の子供も持つが、2年ほどで農民の生活に挫折してストックホルムに戻り、作家生活に入った。なお1839年にはルソーの「自然に帰れ」というフレーズの影響を受けて、自身の農民生活を振り返った田園文学作品『会堂』がある。
1828年にはストックホルムの実験的な小学校（sv:Nya Elementar）の教師、1829年から1841年まで校長、1837年は牧師として務めたが、仕事を見つけることができず、1839年以降は新聞『アフトンブラーデッド』や雑誌『Jönköpingsbladet』の記者として働いた。
1833年から1851年まで幾度かにわたって、代表作である全14巻からなる詩集『野ばらの書』を著す。
1851年6月に、証書の変造や金利的問題でユーハン・ヤコブ・フォン・シェフェン（Johan Jacob von Scheven）という老大尉をヒ素で毒殺しようとした容疑にかけられ、アメリカに亡命した。なお、アメリカでの生活はほとんど不明で、翻訳家の田中三千夫はスウェーデン文学史上で最も謎と述べている。また、晩年のアルムクヴィストの生涯が謎であるため、アルムクヴィストの生涯と作品を共有するアルムクヴィスト学会がある。
その後、各地を放浪して貧乏のままヨーロッパに戻るが、1866年9月26日、帰途のブレーメンで没した。

## 作品スタイル
アルムクヴィストの初期の作品は1823年に著され、処女作でもあるロマン主義的な小説『アモリーナ』があるが、1830年代よりドイツの作家、作曲家、音楽評論家、画家、法律家のE.T.A.ホフマンやアメリカの小説家、詩人のエドガー・アラン・ポーに影響されて自然主義文学ないしリアリズム、社会批判関連の作品を著すようになった。
様々な分野を初め、数多くの著作がある中でもアルムクヴィストの主著とされる作品が、1833年から1851年まで幾度かにわたって出版された全14巻からなる詩集『野ばらの書』である。
1834年、スウェーデン王グスタフ3世の時代を描いた小説『女王の宝石』（Drottningens juvelsmycke）を著す。
1839年に著され、女性解放を先駆けて扱ったフェミニズム的短編小説『それでよい』（Det går an）は、結婚とは自分自身の問題であるため教会や国家が介入する必要はない、という主張が当時の人々を慨嘆させた。
また、1840年には旧幕時代の日本を舞台にして、商業で成功をおさめて富豪となった一人の武士を描いた物語『御殿』がある。

## 作品
作品は参考文献に日本語題があったもののみ記載する。
- 1822年、小説『アモリーナ』 - 1839年に改訂し、出版。
- 1833年～1851年、詩集『野ばらの書』
- 1834年、歴史小説『女王の宝石[注釈 7]』
- 1839年、小説『会堂』
- 1839年、短編小説『それでよい[注釈 8]』

### その他
- 戯曲『ルーナ夫人』
- 戯曲『ラミドー・マリネスコー』
- 小説『御殿』
- 小説『パルジュムフ』 - 子供向きに著された作品。
- 小説『シェルノラの水車』
- 『オルムスとアリマン』 - 倫理的な問題を取り扱った作品。